# 眼帶雙耳麗魚
眼帶雙耳麗魚，俗名綠條紋食土鯛、聖塔倫月亮寶石魚，為輻鰭魚綱慈鯛目慈鯛科的其中一種，分布於南美洲亞馬遜河及埃塞奎博河流域，體長可達11.7公分，棲息在河川中底層水域，生活習性不明，可作為觀賞魚。